# Kathryn Adams
Kathryn Adams właś. Kathryn Ethalinda Colson (ur. 25 maja 1893 w St. Louis, zm. 17 lutego 1959 w Hollywood) – amerykańska aktorka filmowa czasów kina niemego.